# جوني ماك براون
جوني ماك براون (بالإنجليزية:Johnny Mack Brown) (مواليد 1 سبتمبر 1904 - 14 نوفمبر 1974) لاعب كرة قدم وممثل سينمائي أمريكي .

## روابط خارجية
- جوني ماك براون على موقع IMDb (الإنجليزية)
- جوني ماك براون على موقع روتن توميتوز (الإنجليزية)
- جوني ماك براون على موقع ألو سيني (الفرنسية)
- جوني ماك براون على موقع أول موفي (الإنجليزية)
- جوني ماك براون على موقع قاعدة بيانات الأفلام السويدية (السويدية)
- جوني ماك براون على موقع إن إن دي بي (الإنجليزية)
- جوني ماك براون على موقع قاعدة بيانات الفيلم (الإنجليزية)
- جوني ماك براون على موقع كينوبويسك (الروسية)
- جوني ماك براون على موقع فايند أغريف